# Boxing Stars (Vlaanderen)
Boxing Stars is een Vlaams televisieprogramma dat voor het eerst uitgezonden werd in 2016. In het programma nemen  bekende Vlamingen het tegen elkaar op in een bokswedstrijd, soms zit er in een seizoen ook een bekende Nederlander tussen zoals Josje Huisman in seizoen één.
De presentatie van het eerste seizoen was in handen van An Lemmens, het tweede seizoen werd gepresenteerd door Sean Dhondt. Tot heden zijn er twee seizoenen uitgezonden elk bestaande uit één aflevering.

## Seizoenen

### Seizoen 1
'Boxing Stars' was oorspronkelijk een eenmalig evenement dat uitgezonden werd om de lancering van zender CAZ te vieren. De aflevering werd op 27 september 2016 opgenomen en op 1 oktober uitgezonden op CAZ. Het werd gepresenteerd door An Lemmens. De ringdame was regerend Miss België Lenty Frans. Het eerste seizoen werd door 151.000 kijkers bekeken.
| Match | Categorie           | Winnaar        | Verliezer       |
| ----- | ------------------- | -------------- | --------------- |
| 1     | lichtgewichten      | Olga Leyers    | Josje Huisman   |
| 2     | half-zwaargewichten | Maarten Breckx | Viktor Verhulst |
| 3     | zwaargewichten      | Guga Baul      | Bill Barberis   |

### Seizoen 2
In december 2017 raakte bekend dat "Boxing Stars" terug zou komen. Dit keer met een heel seizoen. Op 20 februari 2018 werden alle deelnemers bekend gemaakt.  Het seizoen werd deze keer uitgezonden op VTM. An Lemmens kreeg versterking voor de presentatie van Sean Dhondt. Sergio werd de ringmeester. Tijdens de laatste aflevering werd de eerste knock-out gegeven. Dit was door Bill Barberis aan Kamal Kharmach waardoor Barberis bokskampioen werd. Het tweede seizoen werd door 479.564 kijkers bekeken.
| Aflevering | Match | Categorie                         | Winnaar               | Verliezer             |
| ---------- | ----- | --------------------------------- | --------------------- | --------------------- |
| 1          | 1     | zwaargewichten vrouwen            | Marie Verhulst        | Natalia Druyts        |
| 1          | 2     | zwaargewichten mannen             | Kamal Kharmach        | Erik Goossens         |
| 2          | 3     | lichtgewichten vrouwen            | Laura Tesoro          | Bieke Ilegems         |
| 2          | 4     | lichtgewichten mannen             | Sieg De Doncker       | Faroek Özgünes        |
| 3          | 5     | zwaargewichten vrouwen            | Hilde De Baerdemaeker | Eline De Munck        |
| 3          | 6     | zwaargewichten mannen             | Bill Barberis         | Hans Van Alphen       |
| 4          | 7     | lichtgewichten vrouwen            | Astrid Coppens        | Stéphanie De Roover   |
| 4          | 8     | lichtgewichten mannen             | Andy Peelman          | Oscar Willems         |
| 5          | 9     | finalekamp lichtgewichten vrouwen | Laura Tesoro          | Astrid Coppens        |
| 5          | 10    | finale lichtgewichten mannen      | Sieg De Doncker       | Andy Peelman          |
| 6          | 11    | finale zwaargewichten vrouwen     | Marie Verhulst        | Hilde De Baerdemaeker |
| 6          | 12    | finale zwaargewichten mannen      | Bill Barberis         | Kamal Kharmach        |

 Bokskampioen van zijn/haar categorie